# Isdera Commendatore 112i
Isdera Commendatore 112i – niemiecki supersamochód zaprezentowany w 1993 roku przez firmę Isdera. Eberhard Schulz szef firmy Isdera był odpowiedzialny za projekt Mercedesa C111 w późnych latach 60 i inne prototypy z silnikiem umieszczonym centralnie. Projektował on samochody koncepcyjne dla Mercedesa. Model Mercedes C111 był wyposażany w różne wersje silnika rotacyjnego.

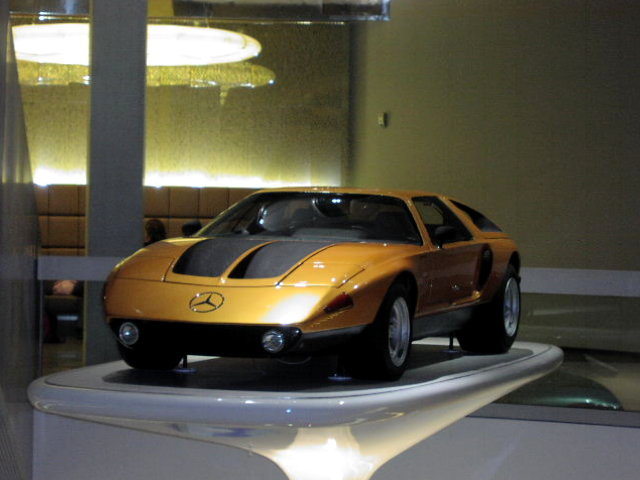
Mercedes C111 (1968)

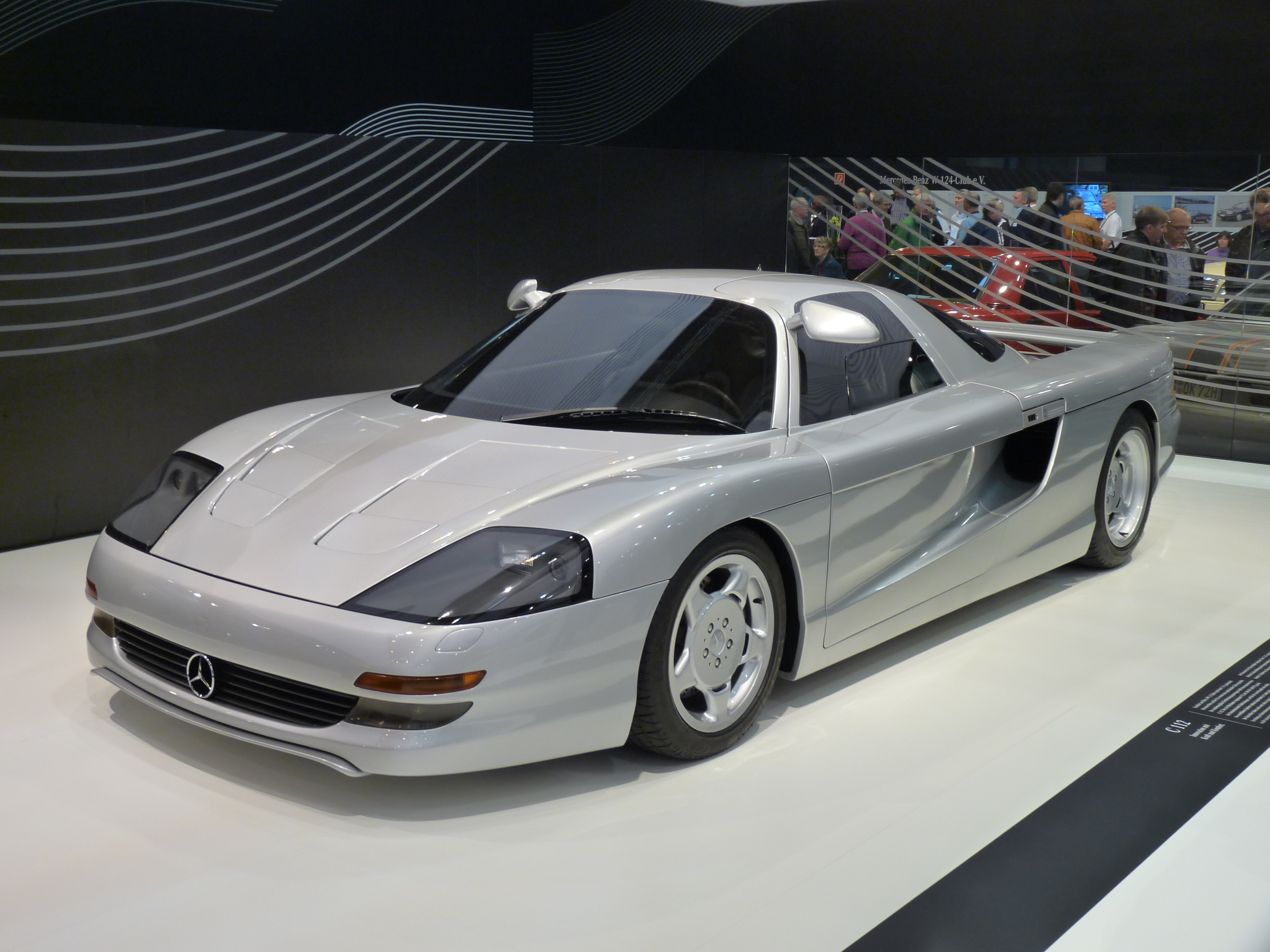
Mercedes C112 (1991)

## Geneza modelu
Elegancki wygląd czerpał inspirację ze słynnych samochodów wyścigowych Grupy C. Założyciel firmy Eberhard Schultz zaangażował inżynierów i techników Mercedes-Benz posiadających zgodę i aprobatę firmy do rozwoju tego modelu.
Po tym, jak Imperator 108i zakończył produkcję w 1993 roku, Isdera pracował nad rozwojem nowego modelu. W 1989 roku pierwsze gliniane modele nabrały kształtu, a prace rozwojowe trwały do 1993 roku. Nowy samochód nazwany Commendatore 112i, wymyślna nazwa Commendatore powstała dla uczczenia Enzo Ferrari (Ferrari otrzymało tytuł Commendatore II). Commendatore oznacza Knight Commander w języku włoskim.
Okazało się, że z czasem Mercedes stracił zainteresowanie pomysłami Schulza. Schulz pod nową marką Isdera kontynuował pracę nad rozwojem C111 a później nad następcą – modelem C112. Tak powstała Isdera Commendatore. 112i jest jednym z najniższych aut, jakie kiedykolwiek produkowano. Przednie lampy nawiązują do Porsche 968 zaś tylne reflektory, zapożyczono od producenta firmy Hella - pochodzą ze sławnego sportowego modelu Mercedesa C111. Pierwszy model dostępny był z identycznym silnikiem z modelu Mercedesa S klasy W140, a mianowicie V12 6.0l o mocy 408 KM. Napęd na tylne koła, 6-biegowa skrzynia wykonana przez Getrag. Commendatore 112i jest niski, jego wygląd przypomina kształtem kulę. Zarówno drzwi jak i maska silnika otwiera się do góry co jest dosyć rzadkie nawet w sportowych samochodach. W wyposażeniu pojazdu znajdziemy lampy przednie z modelu Porsche 968, tylne pochodzą z Mercedesa, a także wycieraczkę stosowaną do pociągów niemieckich potrafiących mknąć z prędkościami rzędu 350 km/h. W czasie bardzo szybkiej jazdy specjalne sensory obniżały auto o 76 mm w celu ułatwienia kontroli nad pojazdem. Specjalnym przyciskiem można również podnieść nadwozie w celu pokonania różnych drogowych przeszkód. W połowie lat 90 w następnej odsłonie dołączyła wersja o powiększonej pojemności 6.9l najpierw w wersji 548 KM a pod koniec lat 90, jednostka na życzenie mogła osiągać moc około 620 KM zbliżając się do mocy nie produkowanego już wtedy McLarena F1 jednak osiągała większy moment obrotowy a także w porównaniu do poprzednich wersji odznaczała się niższą masą. Od roku 2000 można było nabyć dwie dostępne wersje - 420 KM i 620 KM. Na prośbę firmy Electronic Arts Isdera Commendatore 112i została również zaprezentowana w grze wideo Need for Speed II, wtedy wprawdzie jeszcze jako nie ukończony prototyp, mimo iż dane w tej grze błędnie informowały, że można go nabyć.

## Problemy finansowe
W połowie lat 90 firma przeżywała poważne tarapaty. Okazało się, że właściciel po opracowaniu modelu 112i popadł w kłopoty i dalsza egzystencja firmy Isdera stanęła pod znakiem zapytania. Projekt modelu 112i kosztował blisko €4,000,000 euro, a niestety nie było kupców dla tego egzotycznego auta. Po latach problemów finansowych firmy Isdera okazało się, że sprzedano tylko jeden egzemplarz. Ostatni potwierdzony pojazd, który został skonstruowany przez tę firmę, wyprodukowany został w 1998 roku. Zbudowane nadwozie oparte było na prototypie pierwszego modelu Isdery Commendatore 112i z 1993, jednak auto nie nazywało się Isdera - tylko nazwę zmieniono na Mercedes Silver Arrow w hołdzie dla wyścigowych modeli tej marki z ubiegłych lat. Samochód był napędzany podstawowym silnikiem V12 o pojemności 6.0l, lecz o mocy 420 KM. Prędkość maksymalna, jaką zarejestrowano w tym pojeździe wynosiła 330 km/h (206 mph). Auto było wystawione na jednej ze szwajcarskich aukcji za sumę 3 mln dolarów. Jednak nie znalazł nabywcy. Isdera jako jedyny producent samochód tamtych lat mógł się porównywać z prędkością maksymalną do angielskiego McLarena F1. Isdera planowała ograniczoną serię produkcyjną 112i do 30 sztuk, podobnie jak jego poprzednika, i twierdziła, że wykonanie każdego samochodu zajmie do sześciu miesięcy. Samochód nie był jezdny, gdy został wprowadzony. To w połączeniu z trwającą recesją gospodarczą doprowadziło firmę do bankructwa wkrótce po wprowadzeniu samochodu. Firma została następnie kupiona przez szwajcarskich inwestorów, pod którymi Schultz skompletował samochód, aby umożliwić jazdę po drogach.

## Mercedes Silver Arrow
Ostatni potwierdzony pojazd, który został skonstruowany przez tę firmę, wyprodukowany został w 1998 roku. Zbudowane nadwozie oparte było na prototypie pierwszego modelu Isdery Commendatore 112i z 1993, jednak auto nie nazywało się Isdera - tylko nazwę zmieniono na Mercedes Silver Arrow w hołdzie dla wyścigowych modeli tej marki z ubiegłych lat. Samochód był napędzany podstawowym silnikiem V12 o pojemności 6.0l, lecz o mocy 420 KM. Prędkość maksymalna, jaką zarejestrowano w tym pojeździe wynosiła 330 km/h (206 mph). Auto było wystawione na jednej ze szwajcarskich aukcji za sumę 3 mln dolarów. Jednak nie znalazł nabywcy. Isdera jako jedyny producent samochód tamtych lat mógł się porównywać z prędkością maksymalną do angielskiego McLarena F1. Po latach oficjalnie przyznano, że sprzedano tylko jeden egzemplarz tego modelu, i wyprodukowano go dopiero w 1998 roku. Kupił go szwajcarski bogaty biznesmen Albert Klöti za cenę €1,500,000 euro. Biznesmen wprowadził w nim szereg zmian, wprowadzono standardowe lusterka zewnętrzne, a nie jak w oryginale jedno peryskopowe na dachu, inne felgi marki Azev, prędkościomierz skalowany do 400 km/h zamiast 360 km/h. Co ciekawe, na samochodzie nie było plakietki Isdera, a zamiast tego miał plakietkę Mercedes-Benz. Silver Arrow został zaprezentowany na targach motoryzacyjnych IAA we Frankfurcie w 1999 r. Albert Klöti użytkował ten samochód przez 5 lat i później wystawiono go na sprzedaż w serwisie eBay za 3 000 000 USD w 2005 r. Samochód nie został sprzedany, po czym został ponownie sprzedany w 2010 r. firmie Isdera za nieujawnioną opinii publicznej cenę. Następnie Isdera przywróciła samochód do jego pierwotnej formy i od teraz pojawia się na pokazach motoryzacyjnych.  

## Technika
112i wyposażone było w specjalną 5-biegową manualną skrzynię biegów zbudowaną przez firmę Getrag - przenoszącą moc na tylne koła - która pochodziła od tunera Porsche i była użyta w modelu RUF Porsche 911 Turbo, na potrzeby Isdery dodano jeszcze jeden bieg. Hamulce ABS (o wymiarach 330 mm przód oraz 305 mm z tyłu) i system zawieszenia były wspólne z Porsche 928, tylny wał pochodził z modelu 911 Turbo, podczas gdy przednie światła były dzielone razem z modelem Porsche 968. Samochód ma ręcznie budowane nadwozie na podwoziu z rur aluminiowych space-frame i ma 18-calowe złote skręcane felgi aluminiowe BBS obute oponami mierzącymi 255/35 ZR18 z przodu i 295/35 ZR19 z tyłu. Duże boczne wloty pomagają chłodzić silnik. Silnik był 6-litrową jednostką Mercedes-Benz M120.080 V12 (po raz pierwszy zastosowaną w Mercedes-Benz C112, a później zastosowaną w Mercedes-Benz R129 SL 600, Mercedesie W/V140 600SEL i Pagani Zonda S). Silnik został specjalnie zmodyfikowany, aby radzić sobie z manualną skrzynią biegów, której Mercedes-Benz nigdy nie oferował. Modyfikacje obejmowały opracowane na nowo koło zamachowe i ECU firmy Bosch. Silnik generował maksymalną moc (300 kW / 408 KM) przy 5200 obr./min i 580 N⋅m  momentu obrotowego przy 3800 obr / min.
W 1993 roku 112i posiadał wówczas zaawansowane technologie, w tym drzwi, które otwierały się na wzór mewich skrzydeł, ponadto pokrywę silnika wykonanego z plexiglasu jak w modelu Ferrari F40 ze skrzydłami dla łatwiejszego dostępu do silnika, podwozie czułe na prędkość, które obniżało samochód o 76 mm (3 cale) przy dużych prędkościach, system aktywnego zawieszenia jak i elektronicznie sterowany hamulec aerodynamiczny. Do czasu wprowadzenia McLarena F1 był to jedyny pojazd w którym zastosowano technologię hamulca aerodynamicznego.
112i zachowało peryskopowe lusterko wsteczne z Imperatora 108i zamiast konwencjonalnych zewnętrznych lusterek bocznych. Ma zupełnie płaskie podwozie i wycieraczkę przedniej szyby z pociągu kolejowego zdolnego poruszać się z prędkościami do 350 km/h, aby poprawić aerodynamikę. Długi ogon samochodu również poprawił przepływ powietrza nad nim. Hamulec aerodynamiczny podniesiony do pozycji pionowej podczas hamowania, działający jak owiewka, pomagająca spowolnić samochód (podobnie jak spadochron) jak i zachować lepszą stabilność. Samochód miał współczynnik oporu powietrza Cd = 0,306 podczas testów w tunelu aerodynamicznym Mercedes-Benz.
Wnętrze samochodu było w większości wykonane na zamówienie i zawierało dwukolorową niebiesko-czarną skórzaną tapicerkę oraz wyścigowe sportowe fotele RECARO. Samochód miał szerokie progi, w których mieściły się dwa zbiorniki paliwa po 60 litrów każdy. Wskaźniki opracowane przez firmę VDO użyte również w Mercedesach i inne oprzyrządowanie (poza kierownicą pochodzącą z OMP) regulacja nawiewów i panel klimatyzacji pochodził z Porsche a prędkościomierz wskazywał do 400 km/h (249 mph).

### Dane techniczne
| Wersja                                         | Commendatore 112i                                                                                      | Mercedes Silver Arrow                                                                                  | Commendatore 112i                                                                                      |
| Lata produkcji                                 | 1993 (Prototyp)                                                                                        | 1998                                                                                                   | 1998                                                                                                   |
| Liczba egzemplarzy                             | 1 (VIN: W09 11 22 18PWJ 02001)                                                                         | 1 (VIN: W09 11 22 18PWJ 02001)                                                                         | 1 (VIN: W09 11 22 18PWJ 02001)                                                                         |
| Typ silnika                                    | 12-cylindrowy 60°, wolnossący 48 zaworowy DOHC łańcuch, 4 zawory na cylinder, podwójny wałek rozrządu. | 12-cylindrowy 60°, wolnossący 48 zaworowy DOHC łańcuch, 4 zawory na cylinder, podwójny wałek rozrządu. | 12-cylindrowy 60°, wolnossący 48 zaworowy DOHC łańcuch, 4 zawory na cylinder, podwójny wałek rozrządu. |
| Kod silnika Producent                          | M120.080 E60                                                                                           | M120.080 E69                                                                                           | M297.080 E69                                                                                           |
| Kod silnika Producent                          | DAIMLER-BENZ                                                                                           | DAIMLER-BENZ / AMG                                                                                     | DAIMLER-BENZ / AMG / Ilmor                                                                             |
| Skrzynia biegów                                | * 6-biegowa manualna Getrag RUF                                                                        | * 6-biegowa manualna Getrag RUF                                                                        | * 6-biegowa manualna Getrag RUF                                                                        |
| Wtrysk                                         | Wielopunktowy Bosch LH-Jetronic                                                                        | Wielopunktowy Bosch LH-Jetronic                                                                        | Wielopunktowy Bosch HMS6                                                                               |
| Chłodzenie                                     | Chłodzenie cieczą (woda)                                                                               | Chłodzenie cieczą (woda)                                                                               | Chłodzenie cieczą (woda)                                                                               |
| Pojemność skokowa (cm³) Skok tłoka / Sprężanie | 5987 cm³                                                                                               | 6898 cm³                                                                                               | 6898 cm³                                                                                               |
| Pojemność skokowa (cm³) Skok tłoka / Sprężanie | 89,0 × 80,20 mm / 10.0:1                                                                               | 89,0 × 92,40 mm / 10.5:1                                                                               | 89,0 × 92,40 mm / 10.5:1                                                                               |
| Moc maksymalna                                 | 300 kW (408 KM) @ 5200 rpm                                                                             | 403 kW (548 KM) @ 5200 rpm                                                                             | 456 kW (620 KM) @ 6800 rpm                                                                             |
| Maksymalny moment obrotowy                     | (580 Nm) @ 3800 rpm                                                                                    | (707 Nm) @ 3800 rpm                                                                                    | (775 Nm) @ 5250 rpm                                                                                    |
| Prędkość maksymalna                            | 342 km/h                                                                                               | 360 km/h                                                                                               | 369 km/h                                                                                               |
| Przyśpieszenie (0–100 km/h)                    | 4.8 s                                                                                                  | 3.6 s                                                                                                  | 3.4 s                                                                                                  |
| Układ hamulcowy                                | Przednie: tarczowe wentylowane Ø 330 mm Tylne: tarczowe wentylowane Ø 305 mm                           | Przednie: tarczowe wentylowane Ø 330 mm Tylne: tarczowe wentylowane Ø 305 mm                           | Przednie: tarczowe wentylowane Ø 330 mm Tylne: tarczowe wentylowane Ø 305 mm                           |
| Rozmiar ogumienia                              | Przód: 255/35 R18 ZR \| Tył: 295/35 R19 ZR                                                             | Przód: 255/35 R18 ZR \| Tył: 295/35 R19 ZR                                                             | Przód: 255/35 R18 ZR \| Tył: 295/35 R19 ZR                                                             |
| Felgi                                          | BBS (8.5J x 18) \| (10.0J x 19)                                                                        | BBS (8.5J x 18) \| (10.0J x 19)                                                                        | BBS (8.5J x 18) \| (10.0J x 19)                                                                        |
| Droga hamowania (100–0 km/h)                   | 38,5 m                                                                                                 | 38,5 m                                                                                                 | 38,5 m                                                                                                 |
| Nadwozie                                       | Włókno szklane, kevalar, aluminium, samonośne, napęd na tylną oś                                       | Włókno szklane, kevalar, aluminium, samonośne, napęd na tylną oś                                       | Włókno szklane, kevalar, aluminium, samonośne, napęd na tylną oś                                       |
| Wymiary nadwozia (DxSZxW)                      | 4660x1880x1040 mm                                                                                      | 4660x1880x1040 mm                                                                                      | 4660x1880x1040 mm                                                                                      |
| Masa własna                                    | 1480 kg                                                                                                | 1575 kg                                                                                                | 1575 kg                                                                                                |
| Zbiornik paliwa                                | 120 litrów                                                                                             | 120 litrów                                                                                             | 120 litrów                                                                                             |